# Marquesado de Ovieco
El marquesado de Ovieco es un título nobiliario español creado por el rey Carlos III de España, a favor de Blas de Lezo y Pacheco, en memoria de su padre Blas de Lezo y Olavarrieta, quien fue insigne almirante español muerto por heridas de guerra tras vencer en la Batalla de Cartagena de Indias en 1741. En recuerdo de su valentía en la defensa de dicho bastión al ataque inglés en el Virreinato de Nueva Granada se le concedió dicho título nobiliario a su hijo Blas de Lezo y Pacheco.

## Historia de los Marqueses de Ovieco
- Blas Fernando de Lezo y Pacheco Solís (Lima, 1 de junio de 1726-Madrid, 4 de enero de 1790), I marqués de Ovieco.

Casó el 19 de junio de 1756 en la real capilla del palacio de Aranjuez con Ana María de Castro y Araújo (m. 4 de enero de 1790), natural de Sevilla, hija de Alfonso de Castro y Mazo, gobernador y capitán general de La Española y presidente de la Real Audiencia de Santo Domingo. El matrimonio tuvo cinco hijos, cuatro de ellos bautizados en la parroquia de San Martín en Madrid: María de la Concepción, María Laureta, Blas Alejandro, y José Antonio. Le sucedió su hijo.
- Blas Alejandro de Lezo Pacheco Solís y Castro (1763-1827), II marqués de Ovieco,[3] mayordomo de semana de S.M.

Casó con María Guillerma de Garro y Arizcun, hija de Ambrosio Agustín Garro y Michellerena, caballero de la Orden de Santiago, natural de Elizondo, y de Josefa María Arizcun e Irigoyen, natural de Puebla de los Ángeles en el reino de Nueva España. Le sucedió su hijo:
- Blas Juan de Lezo y Garro (Madrid, 19 de febrero de 1786-ca. 1837),[2] III marqués de Ovieco, bautizado en la parroquia de San Sebastián en Madrid el mismo día de su nacimiento,[2] fue teniente coronel de infantería y en 1833 estuvo al frente del Batallón de Milicias de Salamanca.

Contrajo matrimonio el 25 de junio de 1821 con María Josefa de Vasco y Sarria, natural de Cádiz, hija de José Vasco y Pascual, capitán de navío, y de María Magdalena Sarriá. Le sucedió su hijo:
- José María de Lezo y Vasco (Granada, 1823-Madrid, 19 de abril de 1900), IV marqués de Ovieco,[4] senador vitalicio entre 1858 y 1900[5] y comendador mayor de la Orden de Alcántara.[6]

Casó con María de la Concepción Castillo y Ramírez de Arellano de quien no hubo descendencia. Sucedió su sobrino en 1909:
- José María de Narváez y del Águila Porcel y Ceballos (Loja, 1854-Madrid, 19 de diciembre de 1915), V marqués de Ovieco,[8][a][9] III duque de Valencia, grande de España,[10] XIV marqués de Espeja, II  marqués Gracia Real, IV conde de Cañada Alta, V conde de Cartago por Real Carta de Rehabilitación del 6 de julio de 1915, III vizconde de Aliatar, Gran Cruz de la Real Orden Americana de Isabel la Católica y Gentilhombre de Cámara del rey.  Era hijo de José María de Narváez y Porcel (m. 1890), el II duque de Valencia, y de su esposa María Josefa del Águila y Ceballos, XIII marquesa de Espeja.[10]

Contrajo matrimonio el 27 de noviembre de 1880 con María Luisa Pérez de Guzmán el Bueno y Gordon (Madrid, 17 de enero de 1858-19 de abril de 1934), hija de Enrique-Eduardo Pérez de Guzmán el Bueno y María de la Concepción de Gordón y Golfín de Carvajal. Le sucedió su hijo:
- José María de Narváez y Pérez de Guzmán el Bueno (17 de octubre de 1885-14 de julio de 1941),[12] VI marqués de Ovieco, IV duque de Valencia,[10] III marqués de Gracia Real, V conde de Cañada Alta, IV vizconde de Aliatar.

Casó en Madrid el 8 de diciembre de 1911 con María del Carmen Macías y Ramírez de Arellano (m. Madrid, 10 de septiembre de 1964), hija de Manuel Macías y Casado, el último gobernador Puerto Rico, y de Concepción Ramírez de Arellano y Cortés. El matrimonio tuvo dos hijas: María Luisa y María Josefa. Ambas fueron duquesas de Valencia, la primera hasta que falleció el 9 de abril de 1983 y la segunda desde el 8 de julio de 1993 hasta su muerte el 9 de marzo de 1994.
- Antonio Marabini y Bérriz, VII marqués de Ovieco (m. Madrid, 28 de abril de 2011).[14]  Hijo  de Antonio Marabini Moreno (m. Palencia, 1 de enero de 1956)[15] y de Mercedes Bérriz López-Altamirano (m. Palencia, 27 de diciembre de 1991),[16] V marquesa de Valdegema.[17]

Contrajo matrimonio con María del Carmen Martínez de Lejarza y Valle. Le sucedió su hijo:
- Antonio Marabini y Martínez de Lejarza, VIII marqués de Ovieco[18] y VI de Valdegema.[19]